# Monsurat Olajumoke Sunmonu

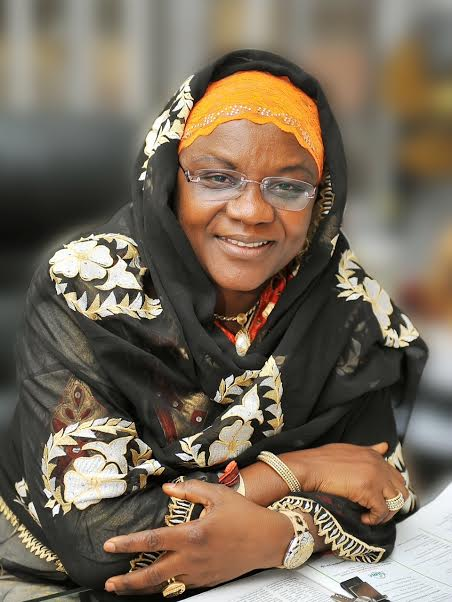
Thượng nghị sĩ Monsurat Sunmonu

Monsurat Olajumoke Sunmonu hay Monsurat Sunmonu là tên của một nhà chính khách của Nigeria. Bà đắc cử vào ngày 28 tháng 3 năm 2015 hiện đang giữ chức vụ thượng nghị sĩ của Oyo, Nigeria (Nhiệm kì là 4 năm). Trong cuộc bầu cử, bà có số phiếu nhiều nhất (105,378 phiếu bầu), tiếp sau đó là thượng nghị sĩ Rilwan Akanbi và thượng nghị sĩ Abdulfatai Buhari. Ngoài ra, bà từng giữ chức chủ tịch hạ viện của bang Oyo và là nữ chủ tịch đầu tiên trong lịch sử của bang này. Ngày 10 tháng 6 năm 2011 là ngày bà nhậm chức.

## Lí lịch
Monsurat Sunmonu sinh ngày 9 tháng 4 năm 1959 tại thành phố Oyo, bang Oyo, Nigeria. Song thân của bà là Alhaji Akeeb Alagbe Sunmonu và Alhaja Amudalat Jadesola Sunmonu. Bà là hậu duệ của đế chế Oyo (tiếng Anh: Oyo Empire).
Bà học tại trường tiểu học Children’s Boarding School, Oshogbo (Giờ là trung tâm của bang Osun, Nigeria)
. Sau đó bà học trung học tại trường Ilora Baptist Grammar ở Ilora tại bang Oyo rồi sau đó học trường đại học Kwara State College of Technology
.
Monsurat briefly chuyển đến Anh sau khi kết thúc việc kế toán tại phòng nhà đất của bang Oyo vào năm 1979.

## Hoạt động
Trong các phiên họp quốc hội, bà là người đại diện cho những người phụ nữ ở Nigeria kêu gọi đòi quyền bình đẳng giới.
Bà thành lập một tổ chức phi chính phủ MONSURAT OLAJUMOKE SUNMONU WORLD EMPOWERMENT FOUNDATION (MOSWEF) để giúp đỡ những phụ nữ và những người kém may mắn ở bang Oyo.